# آسترو-دایملر
آسترو-دایملر (انگلیسی: Austro-Daimler) شرکت خودروسازی آلمانی بود، که در سال ۱۸۹۹ تأسیس و در سال ۱۹۳۴ منحل شد.